# 利顿·斯特雷奇
利顿·斯特雷奇（Giles Lytton Strachey，/ˈdʒaɪlz ˈlɪtən ˈstreɪtʃi/;，1880年3月1日—1932年1月21日）是一位英国作家和评论家。布卢姆茨伯里派的创始成员、《维多利亚女王时代四名人传》（Eminent Victorians）的作者，建立了一种新的传记形式，结合了心理学的洞察力和同情心，以及不敬和机智。他的传记《维多利亚女王传》（Queen Victoria，1921）获得詹姆斯·泰特·布莱克纪念奖。

## 早年
吉尔斯·利顿·斯特雷奇（Giles Lytton Strachey）于1880年3月1日出生于伦敦克拉珀姆公地 Stowey House，是英国殖民地武装部队军官理查德·斯特雷奇（Richard Strachey）中将和他的第二任妻子简·格兰特（Jane Grant，女性选举权运动 的主要支持者）的第五个儿子和第十一个孩子。他的名字得名于16世纪初的吉莱斯·斯特雷奇（Gyles Strachey）和第一代利顿伯爵，后者是理查德·斯特雷奇的朋友，在1870年代末担任印度总督。利顿伯爵也是利顿·斯特雷奇的教父。斯特雷奇家共有13个孩子，其中10个活到成年，包括利顿的姐姐多萝西（Dorothy）和最小的弟弟，精神分析学家詹姆斯·斯特拉奇（James Strachey）。
当利顿四岁时，这家人从Stowey House搬到肯辛顿花园以北的兰开斯特门（Lancaster Gate）69号。这是他们的家，直到20年后理查德爵士退休。斯特雷奇夫人是语言和文学的爱好者，从小就让她的孩子们表演自己的戏剧和诗歌。她认为利顿有潜力成为伟大的艺术家，因此她决定他要接受尽可能最好的教育，以便“受到启发”。 到1887年，他开始学习法语，并将终生欣赏法国文化。
斯特雷奇在一系列学校接受教育，开始于多塞特郡普尔的帕克斯通（Parkstone）。这是一所小学校，有各种各样的课外活动，斯特雷奇的演技超过其他学生；在塑造女性角色时特别令人信服。他告诉母亲，他非常喜欢在现实生活中打扮成一个女人来迷惑和娱乐他人。
1893年，斯特雷奇夫人决定让儿子开始接受更为严肃的教育，将他送到德比郡罗彻斯特的阿伯特绍姆学校（Abbotsholme School），那里的学生每天都要做体力活。斯特雷奇的体质一直很弱，他反对这一要求，几个月后他转学到利明顿公学（Leamington College），在那里他成了野蛮欺凌的受害者。 然而，理查德爵士告诉他的儿子“咧嘴笑，忍受这种小欺负”。斯特雷奇最终适应了学校，成为了学校最好的学生之一。20世纪60年代，学校的四所“堂”（houses）之一以他的名字命名。在利明顿度过的三年里，他的健康状况似乎也有所改善，尽管各种疾病仍在困扰着他。

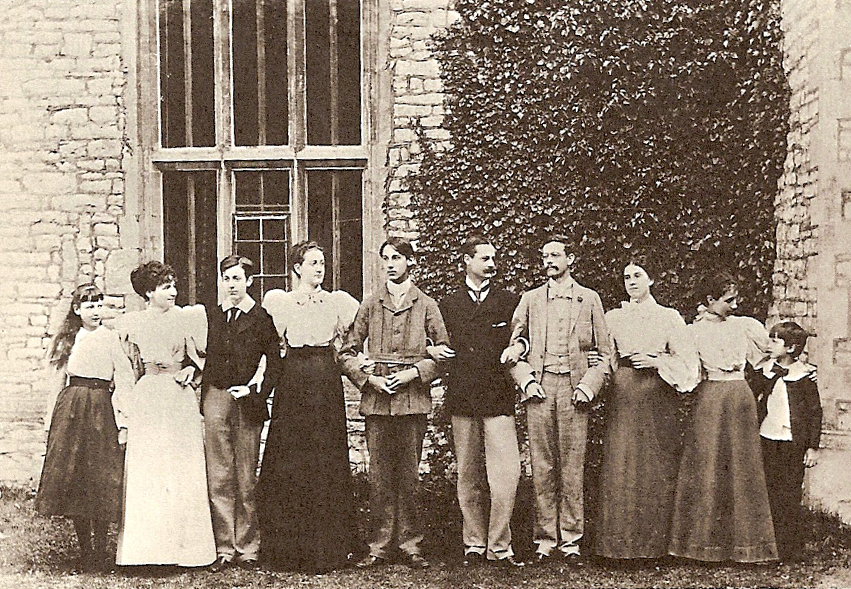
斯特雷奇兄弟姐妹：马乔丽、多萝西、利顿、琼、奥利弗、迪克、拉尔夫、皮帕、埃莉诺、詹姆斯

1897年，当斯特雷奇17岁时，斯特雷奇夫人决定让他离开中学，进入大学，但因为她认为他太年轻了，不适合牛津大学，她决定他应该先去一所较小的学校，即利物浦大学。在那里，斯特雷奇与现代文学教授沃尔特·雷利（Walter Raleigh）交了朋友，后者除了是他最喜欢的老师外，还成为他一生中最有影响力的人物。 在他上剑桥大学之前，.1899年，斯特雷奇参加了牛津大学基督堂学院的奖学金考试，想要进入牛津大学贝利奥尔学院，但考官们认定斯特雷奇的学业成绩并不突出，并被他的“害羞和紧张”所震惊，他们建议牛津大学林肯学院是更合适斯特雷奇的机构，而斯特雷奇夫人认为这是一种侮辱，于是决定让他去读剑桥大学三一学院。

## 剑桥
1899年9月30日，斯特雷奇被剑桥大学三一学院录取。1900年和1902年获得Exhibitioner和Scholar奖学金。1902年，他获得了英国诗歌校监奖章（Chancellor's Medal for English Verse） 1903年6月，他在历史Tripos考试中获得二等奖，并获得文学学士学位。然而，他并没有离开三一学院，而是一直呆到1905年10月，撰写一篇论文，希望能为他获得研究生奖学金（fellowship）。斯特雷奇经常生病，不得不多次离开剑桥，从影响他的心悸中恢复过来。
斯特雷奇在剑桥的岁月是快乐而富有收获的。在三一学院的新生中，有三位很快就与斯特雷奇联系密切：克莱夫·贝尔、伦纳德·伍尔夫和萨克森·悉尼·特纳（Saxon Sydney-Turner）。加上另一名在校生A·J·罗伯逊（A.J.Robertson），这些学生组成了一个团体，名为“午夜社团”（Midnight Society），贝尔认为，该团体是布卢姆茨伯里派的源头。在剑桥的其他密友还有索比·斯蒂芬，通过他又结识了他的姐姐瓦妮莎·贝尔和妹妹弗吉尼亚·伍尔夫。
斯特雷奇还属于剑桥使徒，阿佛烈·丁尼生、阿瑟·哈勒姆（Arthur Hallam）、弗雷德里克·丹尼森·莫里斯（Frederick Denison Maurice）和约翰·斯特林（John Sterling）曾经属于该会。使徒们制定了一个精英主义的“高等鸡奸”（Higher Sodomy）理论，将精英的同性恋行为，与“普通”男子的同性恋行为区分开来:20–23。在这些年里，斯特雷奇创作了大量诗歌，其中大部分被保存下来，其中一些在当时发表。斯特雷奇还结识了其他对他有重大影响的人，包括狄金逊（G. Lowes Dickinson）、约翰·梅纳德·凯恩斯、沃尔特·兰姆（Walter Lamb，画家亨利·兰姆的兄弟）、乔治·马洛里、伯特兰·罗素和乔治·爱德华·摩尔。摩尔的哲学认为，“至善”（summum bonum）在于实现高质量的人性，体验愉悦的精神状态，而通过思考伟大的艺术作品来强化体验，是一种特别重要的影响。
1903年夏天，斯特雷奇申请了教育部的一个公务员职位。尽管他的任课老师给他写了推荐信，表明他在剑桥很受尊重，但他未能获得任命，决定在三一学院申请研究生奖学金。从1903年到1905年，他写了一篇关于18世纪印度帝国主义者沃伦·黑斯廷斯的400页的论文，但这篇论文未能使斯特拉奇获得研究生奖学金，导致他返回伦敦。

## 职业生涯

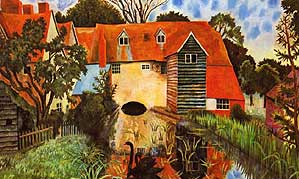
卡琳顿的一幅画，“磨坊楼”，位于泰晤士河上游的庞伯恩附近的提德马什，《维多利亚女王传》的大部分内容都写在这里

### 开始
1905年斯特雷奇离开剑桥后，他的母亲在兰开斯特门69号给他分配了一间客卧两用房间。一家人搬到汉普斯特德的贝尔西花园（Belsize Gardens）67号，后来又搬到同一条街上的另一所房子但是，当他即将年满30岁时，家庭生活开始让他感到不快，他开始更频繁地前往乡下，通过为《旁观者》和其他期刊撰写评论文章来养活自己。1909年，他在瑞典斯德哥尔摩附近的萨尔特舍巴登的一家健康水疗中心度过了几个星期。在此期间，他还在达特穆尔的一间小屋里住了一段时间，大约1911年至1912年，在伯克郡丘陵的东伊尔斯利（East Ilsley）度过了整个冬天。在这段时间里，他决定留胡子，这成为他最具特色的特征。1911年5月9日，他写信给母亲：
“主要消息是我长了胡子！它的颜色非常令人钦佩，通常被认为是非常起作用，尽管有人一些没有教养的人看到了会笑。这是一种最受认可的红棕色，让我看起来像一个法国颓废诗人，或其他同样杰出的人”

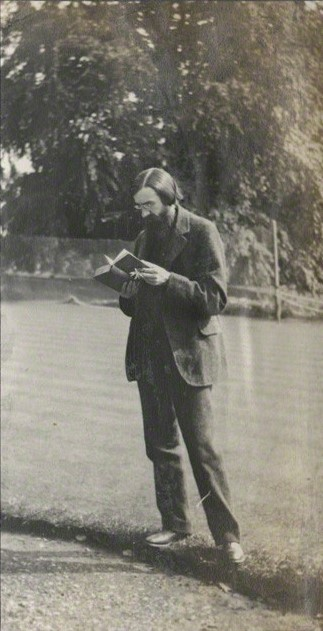
斯特雷奇，1911或1912

1911年，英国国家学术院前任院长、教育部前任部长费舍尔（H. A. L. Fisher）寻找一个人来撰写一份简短的一卷本的法国文学调查报告。费希尔读了斯特雷奇的一篇评论（《两个法国人》（《独立评论》，1903），要求他写一篇50000字的提纲，给他约翰·威廉·麦克尔（John William Mackail）的《拉丁文学》（1909）作为范本。《法国文学里程碑--献给他的母亲简·玛利亚·斯特雷奇》，于1912年1月12日出版。尽管2月1日的《泰晤士报文学增刊》（The Times Literal Supplement）中几乎有一整栏的赞誉，到1914年4月，该书在大英帝国和美国的销量已接近12000册，但这本书既没有给斯特雷奇带来他渴望的名声，也没有给他带来急需的钱。

### 《维多利亚女王时代四名人传》和后来的职业生涯
《地标》出版后不久，斯特雷奇的母亲和他的朋友和忠实读者哈里·诺顿（Harry Norton）在经济上支持他，每个人为他提供了100英镑，加上他在《爱丁堡评论》（Edinburgh Review）和其他期刊上的收入，使他有可能在威尔特郡马尔伯勒附近的洛克里奇（Lockeridge）村外，租一间小茅屋，名为The Lacket。他一直住在那里直到1916年，正是在那里，他写下了《维多利亚女王时代四名人传》（Eminent Victorians）的前三部分。
斯特雷奇的传记理论现在已经充分发展和成熟。他深受陀思妥耶夫斯基的影响。康斯坦斯·加内特（Constance Garnett）的译本出现后，斯特雷奇一直阅读和回顾他的小说。弗洛伊德的影响对斯特雷奇后来的作品很重要，尤其是对《伊丽莎白与埃塞克斯》（Elizabeth and Essex）的影响，但在这个早期阶段并不重要。
1916年，利顿·斯特雷奇回到伦敦，与母亲住在汉普斯特德 贝尔西花园（Belsize Park Gardens）6号的贝尔西公园，她现在已经搬到了那里。然而，在1917年深秋，他的兄弟奥利弗（Oliver）和他的朋友哈里·诺顿、约翰·梅纳德·凯恩斯和萨克森·悉尼·特纳（Saxon Sydney-Turner）同意支付磨坊楼（Mill House）的租金, 位于伯克郡庞伯恩（Pangbourne）附近的蒂德马什（Tidmarsh）。
从1904年到1914年，斯特雷奇为《旁观者》（The Spectator）撰写了书评和戏剧评论。他还以笔名“Ignotus”发表了多篇戏剧评论。
第一次世界大战期间，斯特雷奇申请承认为良心拒服兵役者，但在这种情况下，他因健康原因被免除兵役。他在战争中大部分时间都与志同道合的人一起度过，比如奥托琳·莫雷尔女士（Lady Ottoline Morrell）和布卢姆茨伯里派。

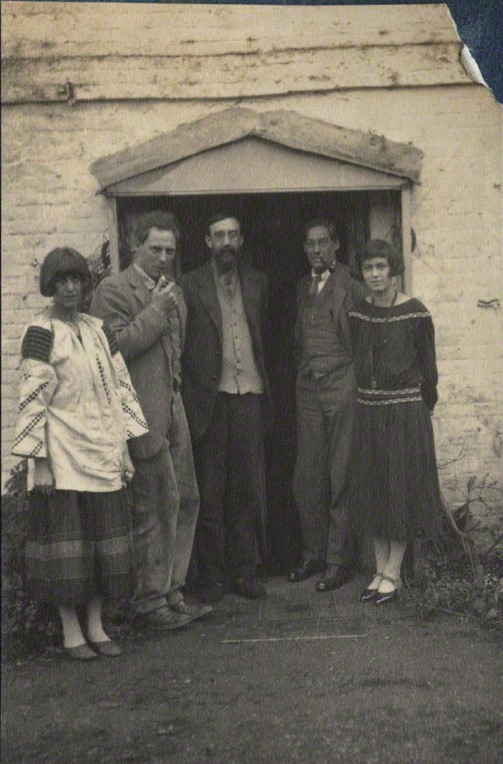
多拉·卡林顿、拉尔夫·帕特里奇、利顿·斯特雷奇、奥利弗·斯特雷奇和弗朗西丝·帕特里奇，1923

他的第一次巨大成功，也是他最著名的成就，是《维多利亚女王时代四名人传》（Eminent Victorians，1918年），这是一本四位维多利亚时代英雄人物的短篇传记集。与同时代的传记不同，《维多利亚女王时代四名人传》通过使用悖论、对立、夸张和讽刺等文学手段，来考察历史人物的职业和心理。继这部作品之后，又有一部同样风格的作品《维多利亚女王传》（Queen Victoria，1921）。

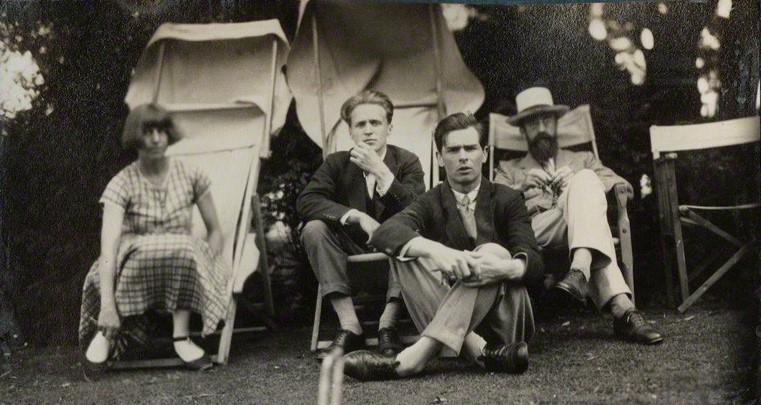
多拉·卡林顿、斯蒂芬·汤姆林、沃尔特·约翰·赫伯特·斯普洛特、利顿·斯特雷奇，1926年6月

从那时起，斯特雷奇不再需要财政援助。他继续住在提德马什，直到1924年搬到威尔特郡马尔伯勒附近的哈姆（Ham），余生一直住在那里。

## 死亡
1932年1月21日，斯特雷奇死于胃癌，享年51岁。据报道，他的最后一句话是：“如果是快死了，那我就不想太多了。”

## 个人生活和性
尽管斯特雷奇与布鲁姆斯伯里的朋友公开谈论自己的同性恋，并与包括拉尔夫·帕特里奇（Ralph Partridge）在内的多个男人有过关系，但直到1960年代末迈克尔·霍尔罗伊德（Michael Holroyd）出版斯特雷奇传记后，斯特雷奇的性生活细节才广为人知。

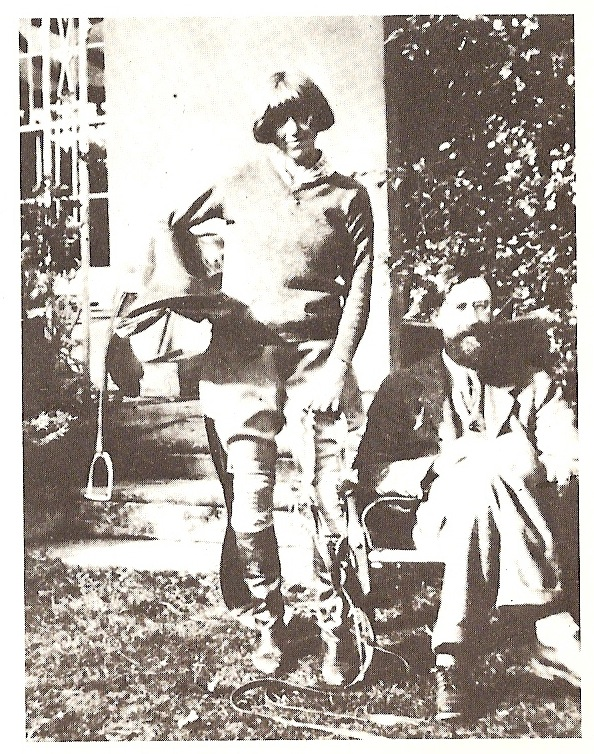
多拉·卡林顿和斯特雷奇

画家多拉·卡林顿（Dora Carrington）和斯特雷奇有着一生的、开放的、充满爱意的柏拉图式的关系。他们最终在哈姆建立了一个永久的家，卡林顿在那里作画，斯特雷奇在那里教她文学。1921年，卡林顿同意嫁给拉尔夫·帕特里奇，不是为了爱，而是为了确保三方关系。帕特里奇最后与另一名布卢姆茨伯里派成员弗朗西丝·马歇尔（Frances Marshall）建立了关系。斯特雷奇死后不久，卡林顿自杀了。帕特里奇于1933年与弗朗西丝·马歇尔结婚。斯特雷奇主要对帕特里奇以及其他各种年轻男性感性兴趣，包括与罗杰·森豪斯（Roger Senhouse，后来塞克尔和沃伯格出版社的负责人）的秘密关系虐戀关系。斯特雷奇的信件由保罗·利维（Paul Levy）编辑, 于2005年出版。

## 在流行文化中
弗吉尼亚·伍尔夫的丈夫伦纳德·伍尔夫表示，在她的实验小说《海浪》（The Waves）中，“在内维尔（Neville）身上有利顿的影子”。在她的小说《远航》（The Voyage Out）中，圣约翰·赫斯特（St John Hirst）角色背后的灵感来源据说也是利顿。迈克尔·霍尔罗伊德（Michael Holroyd）将斯特雷奇描述为温德姆·刘易斯（Wyndham Lewis）的《自我谴责》（The Self-Condemned）中塞德里克·富伯（Cedric Furber）背后的灵感来源。在刘易斯的小说《上帝的猿猴》（The Apes of God）中，他扮演的是马修·普伦基特（Matthew Plunkett），霍尔罗伊德将其描述为“对利顿的恶意扭曲和滑稽的讽刺”。
E·M·福斯特在《莫瑞斯》的注释中说，小说中的剑桥大学在校生里斯利（Risley）是以斯特雷奇为原型。
在电影《卡灵顿》（Carrington，1995年）中，斯特雷奇由乔纳森·普莱斯饰演。 该片获得了当年戛纳电影节的评委会奖，而普莱斯则凭借其表演获得了最佳男主角。在电影《格拉纳达之南》（Al sur de Granada，2003年）中，斯特雷奇由詹姆斯·弗利特（James Fleet）饰演。
在2015年迷你剧《广场生活》（Life in Squares）中，斯特雷奇由埃德·伯奇（Ed Birch）饰演。
BBC广播三台2020年由罗宾·布鲁克斯（Robin Brooks）执导的《伊丽莎白与埃塞克斯》（Elizabeth and Essex）剧中，由西蒙·拉塞尔·比勒（Simon Russell Beale）饰演斯特雷奇。

## 著作

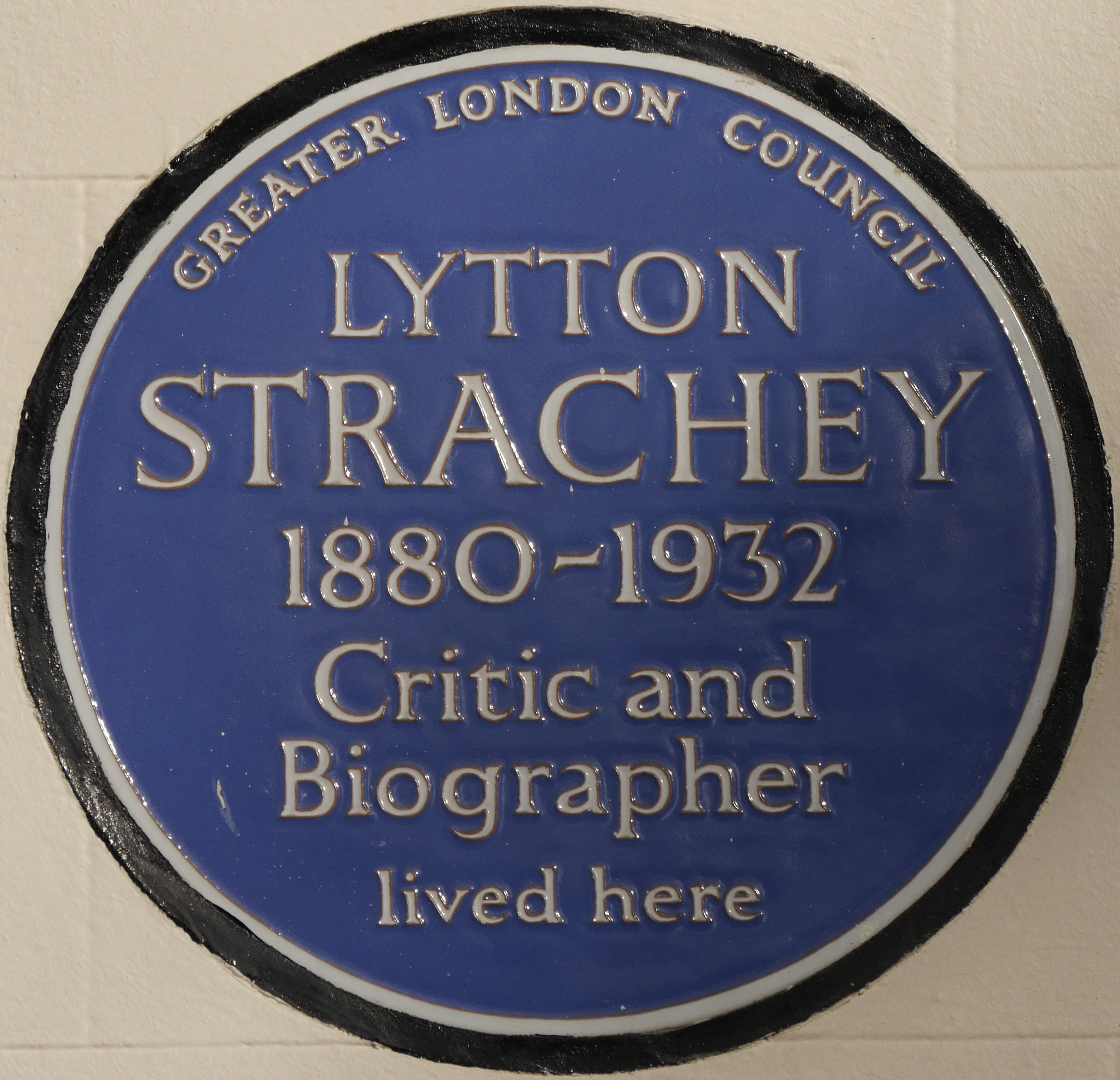
戈登广场51号蓝色牌匾

- 《法国文学里程碑》（Landmarks in French Literature，1912年）
- 《维多利亚女王时代四名人传》（Eminent Victorians，1918年）
- 《维多利亚女王传》（Queen Victoria，1921年）
- 《书与人物:法国与英国》（Books and Characters，1922年）
- 《伊丽莎白与埃塞克斯》（Elizabeth and Essex，1928年）[31]
- 《微型画像及其他》（Portraits in Miniature and Other Essays，1931年）